# Montholon
Montholon – gmina we Francji, w regionie Burgundia-Franche-Comté, w departamencie Yonne. W 2013 roku liczba ludności wynosiła 2913 mieszkańców. 
Gmina została utworzona 1 stycznia 2017 roku z połączenia czterech ówczesnych gmin: Aillant-sur-Tholon, Champvallon, Villiers-sur-Tholon oraz Volgré. Siedzibą gminy została miejscowość Aillant-sur-Tholon.